# Comté de Van Buren (Arkansas)
Pour les articles homonymes, voir Comté de Van Buren.
Le comté de Van Buren (en anglais : Van Buren County) est un comté de l'État de l'Arkansas, aux États-Unis. Lors du recensement de 2010, il compte 17 295 habitants. Son siège est Clinton.
Il doit son nom à Martin Van Buren (1782-1862), 8e président des États-Unis, en l'honneur duquel est également baptisée la ville de Van Buren, dans le même État. Martin Van Buren est vice-président des États-Unis lors de la création du comté, en 1833.

## Démographie
| 1840  | 1850  | 1860  | 1870  | 1880  | 1890  |
| ----- | ----- | ----- | ----- | ----- | ----- |
| 1 518 | 2 864 | 5 357 | 5 107 | 9 565 | 8 567 |

| 1900   | 1910   | 1920   | 1930   | 1940   | 1950  |
| ------ | ------ | ------ | ------ | ------ | ----- |
| 11 220 | 13 509 | 13 666 | 11 962 | 12 518 | 9 687 |

| 1960  | 1970  | 1980   | 1990   | 2000   | 2010   |
| ----- | ----- | ------ | ------ | ------ | ------ |
| 7 228 | 8 275 | 13 357 | 14 008 | 16 192 | 17 295 |